# Fishbone
Fishbone (с англ. — «Рыбья кость») — американская рок-группа из Лос-Анджелеса, Калифорния. Созданная в 1979 году, группа играет сплав ска, панка, фанка, метала, регги и соула. AllMusic описал группу как «одну из самых самобытных и эклектичных альтернативных рок-групп конца 1980-х годов. Благодаря своему гиперактивному, застенчивому разнообразию, дурацкому чувству юмора и острым социальным комментариям группа приобрела значительную культовую популярность».
Fishbone впервые собрались еще школьниками в 1979 году с Джоном Норвудом Фишером (бас), его братом Филиппом «Фишем» Фишером (ударные), Анджело Муром (вокал, саксофон, терменвокс), Кендаллом Джонсом (гитара), «Dirty» Уолтером А. Кибби II (вокал, труба) и Кристофером Даудом (клавишные, тромбон, вокал). Они достигли своего наибольшего коммерческого успеха в конце 1980-х и начале 1990-х годов, после чего они претерпели множество кадровых изменений. С 2003 по 2010 год Джон Норвуд Фишер и Анджело Мур были последними оставшимися оригинальными участниками группы. В 2010-х годах все остальные оригинальные участники, за исключением Кендалла Джонса, воссоединились с группой для различных туров воссоединения и юбилейных мероприятий. По состоянию на март 2025 года в состав группы входят Мур, Дауд, гитарист Трейси «Спейси Ти» Синглтон, барабанщик Хассан Хёрд, трубач Дж. С. Уильямс и басист Джеймс Джонс.

## Характеристики
Стиль
Звучание группы можно охарактеризовать как фанк-метал, альтернативный рок, фанк-рок, ска-панк.

## Дискография
Смотри статью «Дискография Fishbone» в англ. разделе.
- In Your Face (1986)
- Truth and Soul (1988)
- The Reality of My Surroundings  (1991)
- Give a Monkey a Brain and He'll Swear He's the Center of the Universe (1993)
- Chim Chim’s Badass Revenge (1996)
- Fishbone and the Familyhood Nextperience Present: The Psychotic Friends Nuttwerx (2000)
- Still Stuck in Your Throat (2006)
- Stockholm Syndrome (2025)